# Bàndicut espinós
El bàndicut espinós (Echymipera kalubu) és una espècie de bàndicut endèmica de Nova Guinea. Té un musell particularment llarg, fins i tot per un bàndicut. La part superior és d'un color marró vermellós, amb pèls negres. La cua és curta i gairebé calba. La seva mida va dels 30 als 40 cm, amb una cua de 80 a 100 mm; pesa entre 600 i 2.000 grams.